# ブクネラ属
ブクネラ属(ブフネラ属)はグラム陰性の非芽胞形成菌。腸内細菌科に属している。アブラムシと相利共生の関係にあることが知られ、単独で生育、増殖することができない。2015年現在ブフネラ・アフィディコラの1種のみが知られている。
アブラムシの祖先と1億6000万年前から2億8000万年ほど前から共生を始めたと考えられ、アブラムシに必要なアミノ酸などの栄養を供給する一方で、自ら合成できないリン脂質をアブラムシから得ている。理化学研究所の研究により、アブラムシはブフネラ感染以前に微生物から得た遺伝子でブフネラを制御していることが分かった。